# المقاومة السورية
المقاومة السورية المعروفة سابقاً باسم الجبهة الشعبية لتحرير لواء إسكندرون هي مجموعة مسلحة موالية لنظام بشار الأسد تعمل في شمال غرب سوريا. ويقود المجموعة معراج أورال، وهو تركي علوي يحمل الجنسية السورية.